# Deelnemers UEFA-toernooien Kazachstan
Onderstaande tabellen bevatten de deelnemers aan de UEFA-toernooien uit  Kazachstan.
Kazachstan, was sedert 1991, na de onafhankelijkheid van de Sovjet-Unie, eerst lid van de Aziatische voetbalbond (AFC). In 2000 maakte de Kazachse voetbalbond de overstap naar de Europese voetbalbond (UEFA). Vanaf het seizoen 2002/03 nemen de clubs aan de UEFA-toernooien deel.

## Mannen
Voor de deelname aan de AFC-toernooien zie Deelnemers AFC-toernooien Kazachstan.
NB Klikken op de clubnaam geeft een link naar het Wikipedia-artikel over het betreffende toernooi in het betreffende seizoen.
| Seizoen | Champions League       | UEFA Cup                                                        | Intertoto Cup                                |
| ------- | ---------------------- | --------------------------------------------------------------- | -------------------------------------------- |
| 2002/03 | Jenïs FK Astana        | Atıraw FK Kairat Almaty                                         |                                              |
| 2003/04 | Irtysj Pavlodar        | Atıraw FK Jenïs FK Astana                                       | Tobol Qostanay                               |
| 2004/05 |                        |                                                                 |                                              |
| 2005/06 | Kairat Almaty          |                                                                 |                                              |
| 2006/07 | Aqtöbe FK              | Kairat Almaty Tobol Qostanay                                    | Sjachtjor Karaganda                          |
| 2007/08 | FC Astana              | Aqtöbe FK FC Alma-Ata Tobol Qostanay                            | <- Tobol Qostanay                            |
| 2008/09 | Aqtöbe FK              | Sjachtjor Karaganda Tobol Qostanay                              | FC Zjetisoe                                  |
| Seizoen | Champions League       | Europa League                                                   |                                              |
| 2009/10 | Aqtöbe FK ->           | Aqtöbe FK FC Okshetpes Irtysj Pavlodar Tobol Qostanay           |                                              |
| 2010-11 | Aqtöbe FK ->           | Aqtöbe FK Atıraw FK Tobol Qostanay Sjachtjor Karaganda          |                                              |
| 2011/12 | Tobol Qostanay         | Aqtöbe FK Irtysj Pavlodar Sjachtjor Karaganda                   |                                              |
| 2012/13 | Sjachtjor Karaganda    | Aqtöbe FK FC Zjetisoe Ordabası FK Şımkent                       |                                              |
| 2013/14 | Sjachtjor Karaganda -> | Sjachtjor Karaganda Astana FK Aqtöbe FK Irtysj Pavlodar         |                                              |
| 2014/15 | Aqtöbe FK ->           | Aqtöbe FK Astana FK Kairat Almaty Sjachtjor Karaganda           |                                              |
| 2015/16 | Astana FK              | Aqtöbe FK Kairat Almaty Ordabası FK Şımkent                     |                                              |
| 2016/17 | Astana FK ->           | Astana FK Aqtöbe FK Kairat Almaty Ordabası FK Şımkent           |                                              |
| 2017/18 | Astana FK ->           | Astana FK Irtysj Pavlodar Kairat Almaty Ordabası FK Şımkent     |                                              |
| 2018/19 | Astana FK ->           | Astana FK Irtysj Pavlodar Kairat Almaty Tobol Qostanay          |                                              |
| 2019/20 | Astana FK ->           | Astana FK Kairat Almaty Ordabası FK Şımkent Tobol Qostanay      |                                              |
| 2020/21 | Astana FK ->           | Astana FK Kairat Almaty Ordabası FK Şımkent Qaysar FK Qızılorda |                                              |
| Seizoen | Champions League       | Europa League                                                   | Europa Conference League                     |
| 2021/22 | Kairat Almaty          | 0                                                               | Astana FK Sjachtjor Karaganda Tobol Qostanay |

### Deelnames
Aantal seizoenen
| 11x Aqtöbe FK 11x Kairat Almaty 10x Tobol Qostanay 09x Astana FK 08x Sjachtjor Karaganda 06x Irtysj Pavlodar 06x Ordabası FK Şımkent | 03x FC Astana (inclusief Jenïs FK Astana, 2x) 03x Atıraw FK 02x FC Zjetisoe 01x FC Alma-Ata 01x FC Okshetpes 01x Qaysar FK Qızılorda |

## Vrouwen
NB Klikken op de clubnaam geeft een link naar het Wikipedia-artikel over het betreffende toernooi in het betreffende seizoen.
| Seizoen | Women's Cup                |
| ------- | -------------------------- |
| 2001/02 |                            |
| 2002/03 |                            |
| 2003/04 | FCK Temir Zholy            |
| 2004/05 | Alma KTZH                  |
| 2005/06 | Alma KTZH                  |
| 2006/07 | Alma KTZH                  |
| 2007/08 | Alma KTZH                  |
| 2008/09 | Alma KTZH                  |
| Seizoen | Champions League           |
| 2009/10 | Alma KTZH                  |
| 2010/11 | SShVSM Alma-Ata            |
| 2011/12 | SShVSM Alma-Ata            |
| 2012/13 | BIIK Kazygurt              |
| 2013/14 | SShVSM Alma-Ata            |
| 2014/15 | BIIK Kazygurt              |
| 2015/16 | BIIK Kazygurt              |
| 2016/17 | BIIK Kazygurt              |
| 2017/18 | BIIK Kazygurt              |
| 2018/19 | BIIK Kazygurt              |
| 2019/20 | BIIK Kazygurt              |
| 2020/21 | BIIK Kazygurt FC Okshetpes |
| 2021/22 | BIIK Kazygurt FC Okshetpes |

### Deelnames
15x BIIK Kazygurt (inclusief Alma KTZH)
03x SShVSM Alma-Ata
02x FC Okshetpes
01x FCK Temir Zholy
Albanië ·
Andorra ·
Armenië ·
Azerbeidzjan ·
België ·
Bosnië en Herzegovina ·
Bulgarije ·
Cyprus ·
Denemarken ·
Duitsland ·
Engeland ·
Estland ·
Faeröer ·
Finland ·
Frankrijk ·
Georgië ·
Gibraltar ·
Griekenland ·
Hongarije ·
Ierland ·
IJsland ·
Israël ·
Italië ·
Kazachstan ·
Kroatië ·
Kosovo ·
Letland ·
Liechtenstein ·
Litouwen ·
Luxemburg ·
Malta ·
Moldavië ·
Montenegro ·
Nederland ·
Noord-Ierland ·
Noord-Macedonië ·
Noorwegen ·
Oekraïne ·
Oostenrijk ·
Polen ·
Portugal ·
Roemenië ·
Rusland ·
San Marino ·
Schotland ·
Servië ·
Slovenië ·
Slowakije ·
Spanje ·
Tsjechië ·
Turkije ·
Wales ·
Wit-Rusland ·
Zweden ·
Zwitserland

Historie:
DDR ·
Joegoslavië ·
Saarland ·
Sovjet-Unie ·
Tsjecho-Slowakije